# 1897

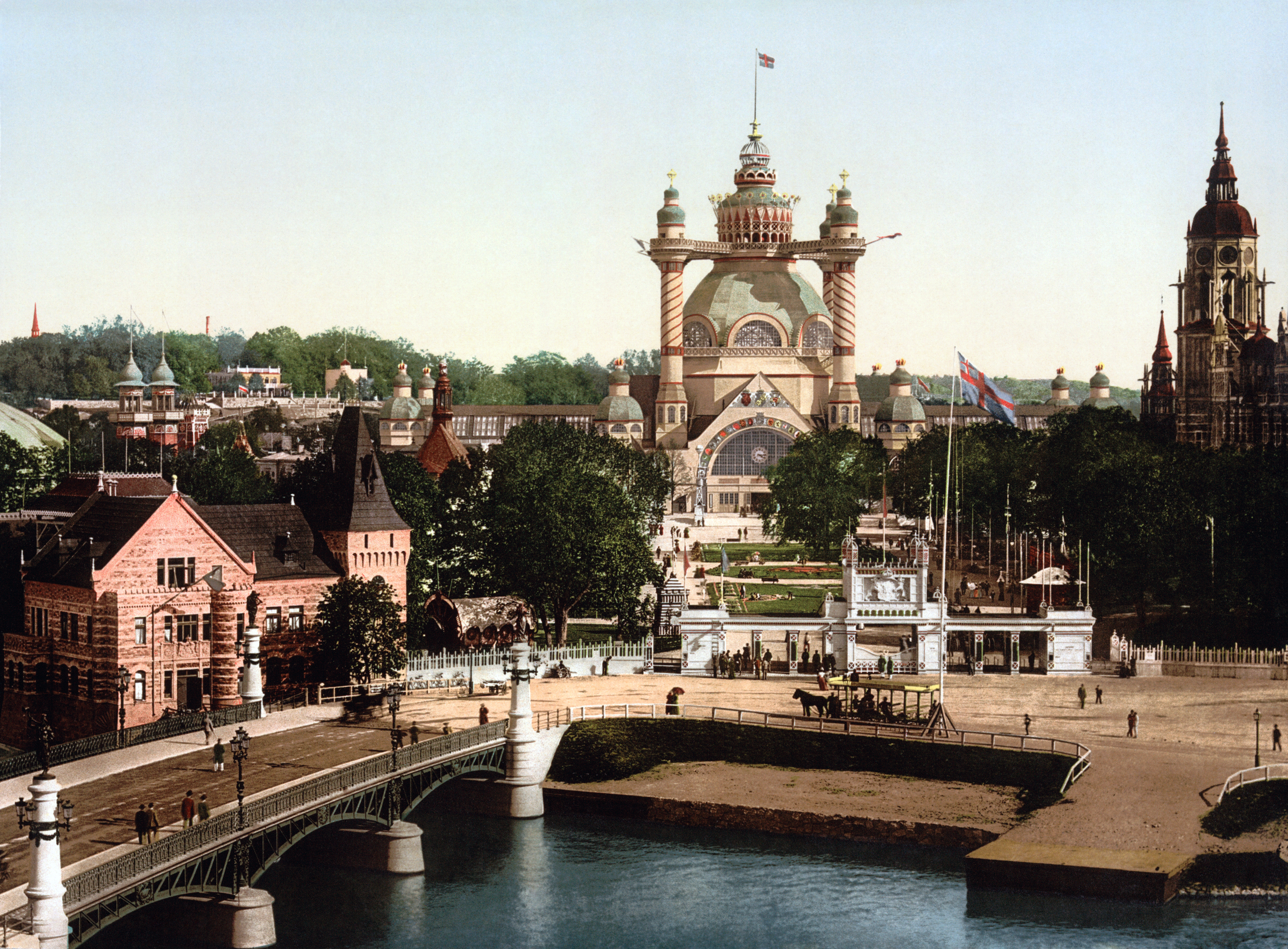
Fotochroom uit 1897 met zicht op de tentoonstellingshal en het Noords museum in Stockholm

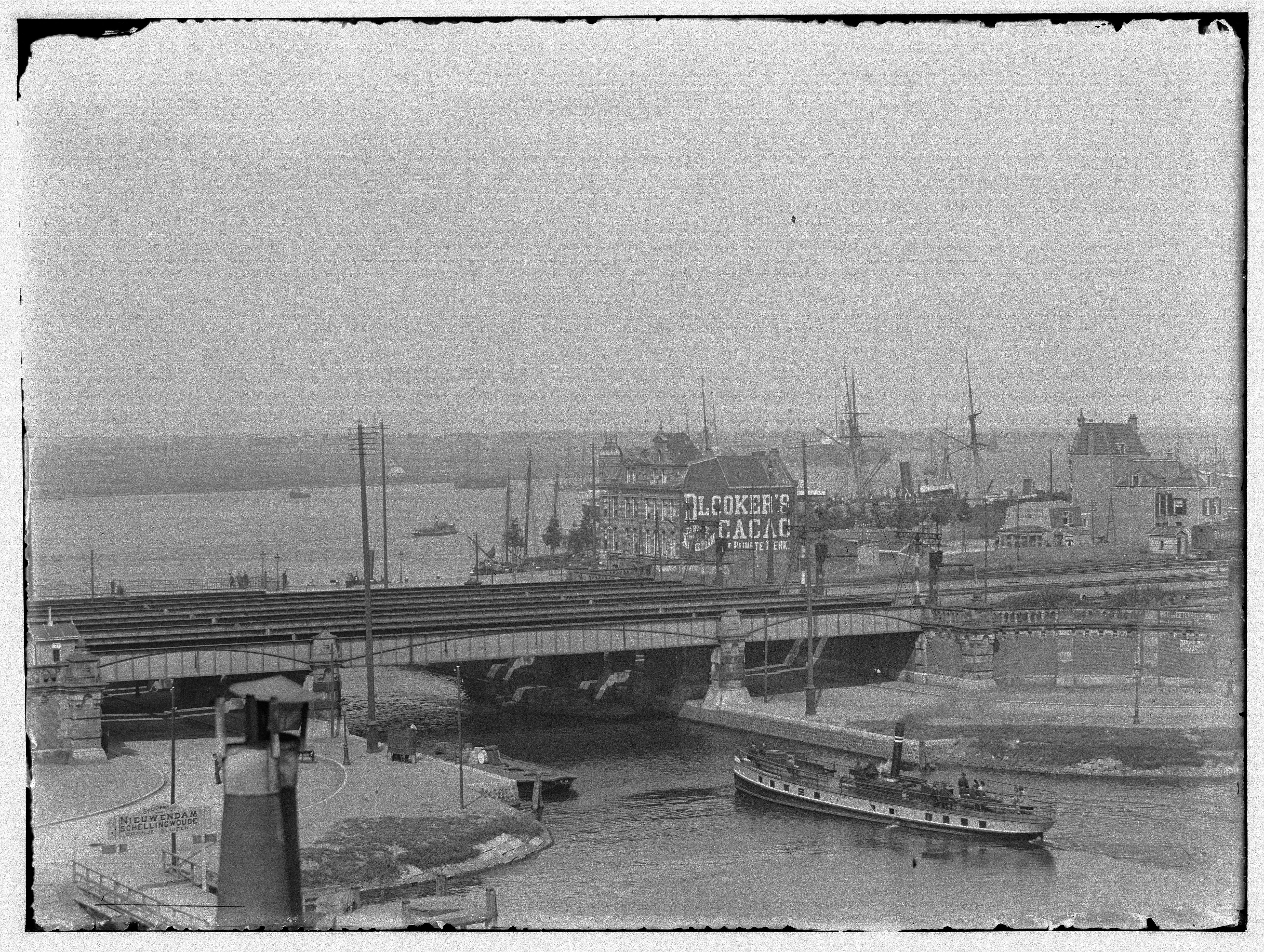
Amsterdam in 1897.

Het jaar 1897 is het 97e jaar in de 19e eeuw volgens de christelijke jaartelling.

## Gebeurtenissen
januari
- 28 - In Rusland wordt  eerste volkstelling gehouden.
- januari - Een ongewapende Britse handelsmissie wordt in het koninkrijk Benin overvallen en grotendeels uitgemoord.

februari
- februari - Het Britse koloniale leger voert een strafexpeditie uit op Benin City. Het paleis van Oba Ovonramwen wordt leeggeroofd en de Oba zelf wordt verbannen.

maart
- 4 - William McKinley wordt president van de Verenigde Staten.

april
- 3 - Oprichting van de Wiener Secession, een vereniging van kunstenaars die de jugendstil zijn toegedaan.
- 17 - Het eerste filiaal van À Réaumur opent in Parijs.
- 19 - Een jaar na de Olympische marathon organiseert Boston de eerste Boston Marathon.
- 30 - Joseph John Thomson maakt de ontdekking van het elektron bekend.

mei
- 4 mei: brand van de Bazar de la Charité, en de dood van de Hertogin van Alençon.
- 10- Op de internationale wereldtentoonstelling van 1897 te Brussel opent de Belgische koning Leopold II het Paleis der Koloniën in Tervuren.
- 12- Bij werkzaamheden in het veen bij Yde wordt het veenlijk van het Meisje van Yde aangetroffen.
- 15 - Oprichting in Berlijn van het Wissenschaftlich-humanitäre Komitee, de eerste organisatie ter wereld die tegen anti-homoseksuele wetten protesteert, en die zich inzet om de mensen te informeren over het wezen van de liefde van man tot man of vrouw tot vrouw.
- 19 - Oscar Wilde wordt uit de gevangenis vrijgelaten.
- Op Hemelvaartsdag gaat de eerste Internationale Regatta KRCG door met de naam Regatta van Terdonk.
- De eerste permanente bioscoop van Belgïe, L'office Central opent zijn deuren.

juni
- 20 - Koningin Victoria van het Verenigd Koninkrijk viert haar zestig jarig regeringsjubileum.

juli
- 1 - In Nederland wordt de Bond tot Bestrijding van de Vivisectie opgericht.
- 11 - De Zweedse ballonvaarder Salomon August Andrée stijgt met twee metgezellen op vanaf Spitsbergen voor een tocht over de Noordpool naar Alaska.
- 27 - Beëdiging in Den Haag van het kabinet-Pierson, bestaande uit liberale ministers.
- 30 - De Belgische wielrenner Oscar Van den Eynde verbreekt het werelduurrecord op de nog nieuwe Vélodrome de Vincennesin Parijs met een afgelegde afstand van 39,240 km.

augustus
- Eerste internationaal Zionisten Congres in Bazel (zie Zionisme). De WZO (Zionistische Wereld Organisatie) wordt gevestigd.
- 8 - De Spaanse premier Canovas wordt in het kuuroord Santa Águeda de Gesalidar in Mondrágon door de Italiaanse anarchist Michele Angiolillo doodgeschoten
- 10 - De Duitse chemicus Felix Hoffmann ontdekt de pijnstillende werking van acetylsalicylzuur ofwel asperine.
- 16 - Adrien de Gerlache vertrekt met de driemaster Belgica en een 16-koppige bemanning op expeditie naar de Zuidpool.
- 20 - De Britse legerarts Ronald Ross ontdekt dat tropische steekmuggen de overbrenger zijn van malaria.

oktober
- 1 - De Nederlandse regering koopt onder dwang het telefoonnet van de Nederlandsche Bell-Telephoon Maatschappij, dat voornamelijk de grote steden omvat. Ook het interlokaal telefoonverkeer komt onder de hoede van de Rijkstelefoondienst.
- 17 - Laatste dagboekaantekening van de ballonvaarder Salomon August Andrée, teruggevonden in 1930.
- 30 - In café de Kruif aan de Houttuinen in Delft wordt studentenvereniging de Delftsche Studenten Bond opgericht.

november
- 11 - Wijding in de Michaelkerk te Zwolle van een monument ter ere van de mysticus Thomas à Kempis.

december
- 12 - Stichting van Belo Horizonte, de nieuwe hoofdstad van de staat Minas Gerais in Brazilië.
- 14 - In de Filipijnen sluiten de opstandelingen onder leiding van Emilio Aguinaldo het pact van Biak-na-Bato met de Spanjaarden en komt de Filipijnse Revolutie kortstondig ten einde.

datum onbekend
- Nieuws van de goudvondst bij Klondike bereikt de VS. Begin van de goudkoorts van Klondike.
- Uitvinding van de roltrap door Charles Seeberger.
- Jacobus Cornelius Kapteyn ontdekt de Ster van Kapteyn.
- Tom Baldwin maakt de eerste parachutesprong met een parachute zonder verstijfde onderdelen.
- BASF brengt de chemische kleurstof indigo op de markt.
- Het Huis van Afgevaardigden van de staat Indiana neemt een wet aan die de waarde van pi vaststelt.
- Het Damascus document wordt ontdekt door Dr Solomon Schechter in de geniza (bewaarkamer) van de "Ben Ezra" synagoge in Caïro
- De Wereldtentoonstelling van 1897 wordt gehouden in Brussel.
- In Brussel wordt warenhuis l'innovation geopend.
- Cockerill bouwt het snelste passagiersschip ter wereld, de Princesse Clémentine, die de snelheid van 22 knopen kan overschrijden.

## Muziek
- Johann Strauss jr. schrijft de operette Die Göttin der Vernunft
- Paul Dukas componeert L'apprenti sorcier (De tovenaarsleerling)
- 14 februari: eerste uitvoering van Hugo Alfvéns Symfonie nr. 1
- 14 maart: Johan Halvorsen speelt zijn eigen Air norvégien en Noorse dansen nrs. 1 en 2 voor het eerst voor publiek
- 27 maart: eerste uitvoeringen van Sonate in E majeur voor viool en piano, Sechs Stücke für das Pianoforte opus 32 (behalve Rondoletto) en Tonar van Christian Sinding
- 11 september: eerste uitvoeringen van Duette für zwei Klaviere zu vier Händen en Rondo infinito van Sinding
- 15 september: eerste uitvoering van het Magnificat van Charles Hubert Parry
- 18 oktober: eerste uitvoering van Folkeraadet (Norwegian suite) van Frederick Delius tijdens voorstelling van het gelijknamige toneelstuk van Gunnar Heiberg
- 13 november: eerste uitvoering van Den lille pige med svovlsikkerne van August Enna in Kopenhagen, later ook in Nederland uitgevoerd onder de titel Het lucifersmeisje

## Beeldende kunst
- Auguste Rodin voltooit het beeld Balzac.
- Pauwenstaart-parure voltooid door juwelier Schürmann.

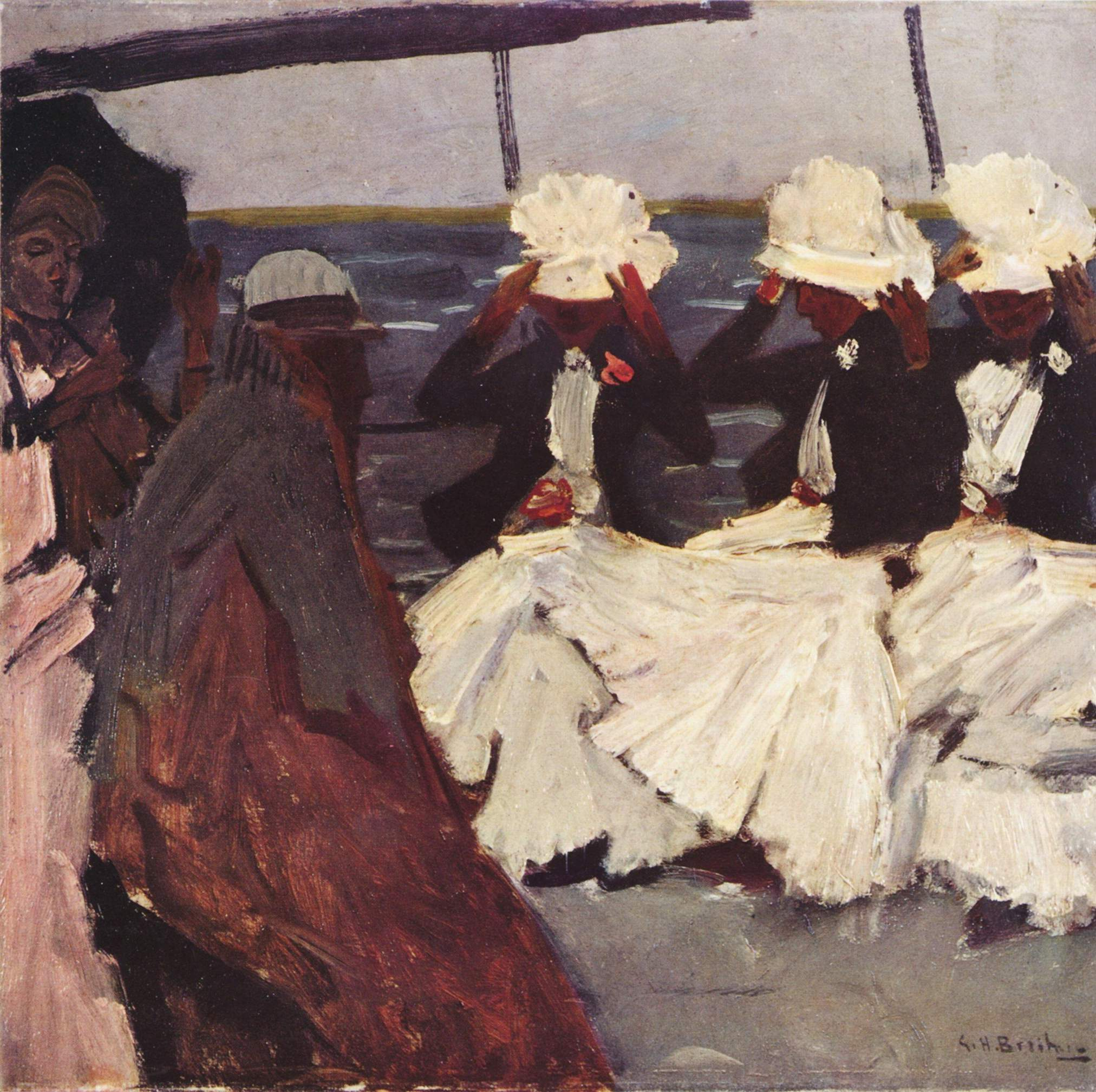
Promenadedek met Drie Dames (1897) George Hendrik Breitner, Stedelijk Museum Amsterdam
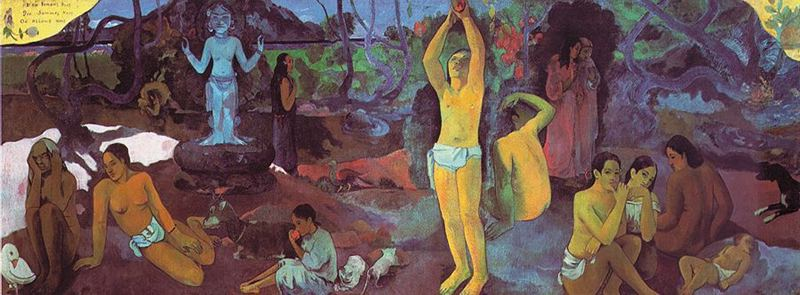
D'où venons-nous, Que sommes-nous? Où allons-nous? (1897) Paul Gauguin
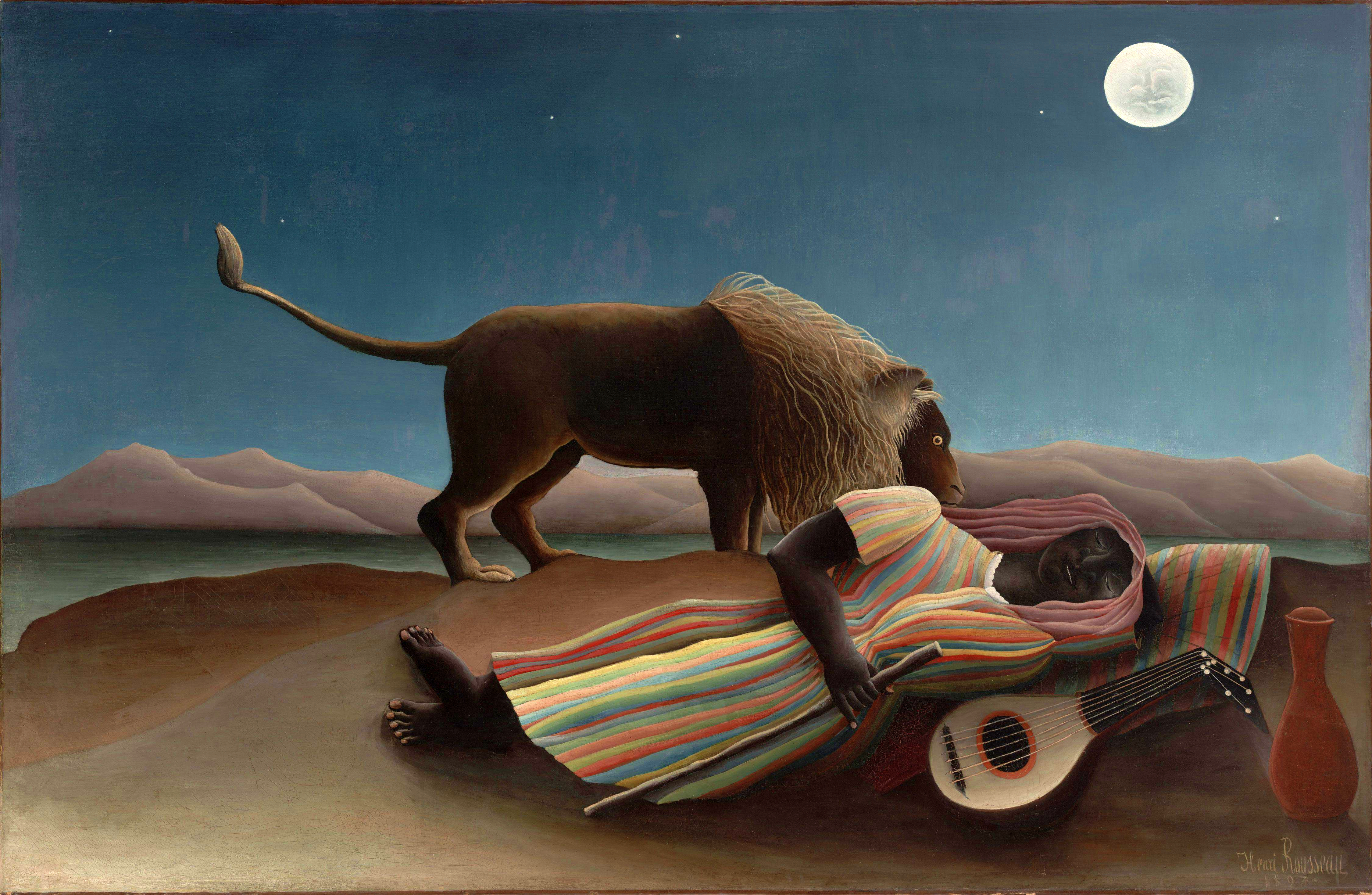
Slapende zigeunerin (1897) Henri Rousseau, Museum of Modern Art, New York

## Bouwkunst

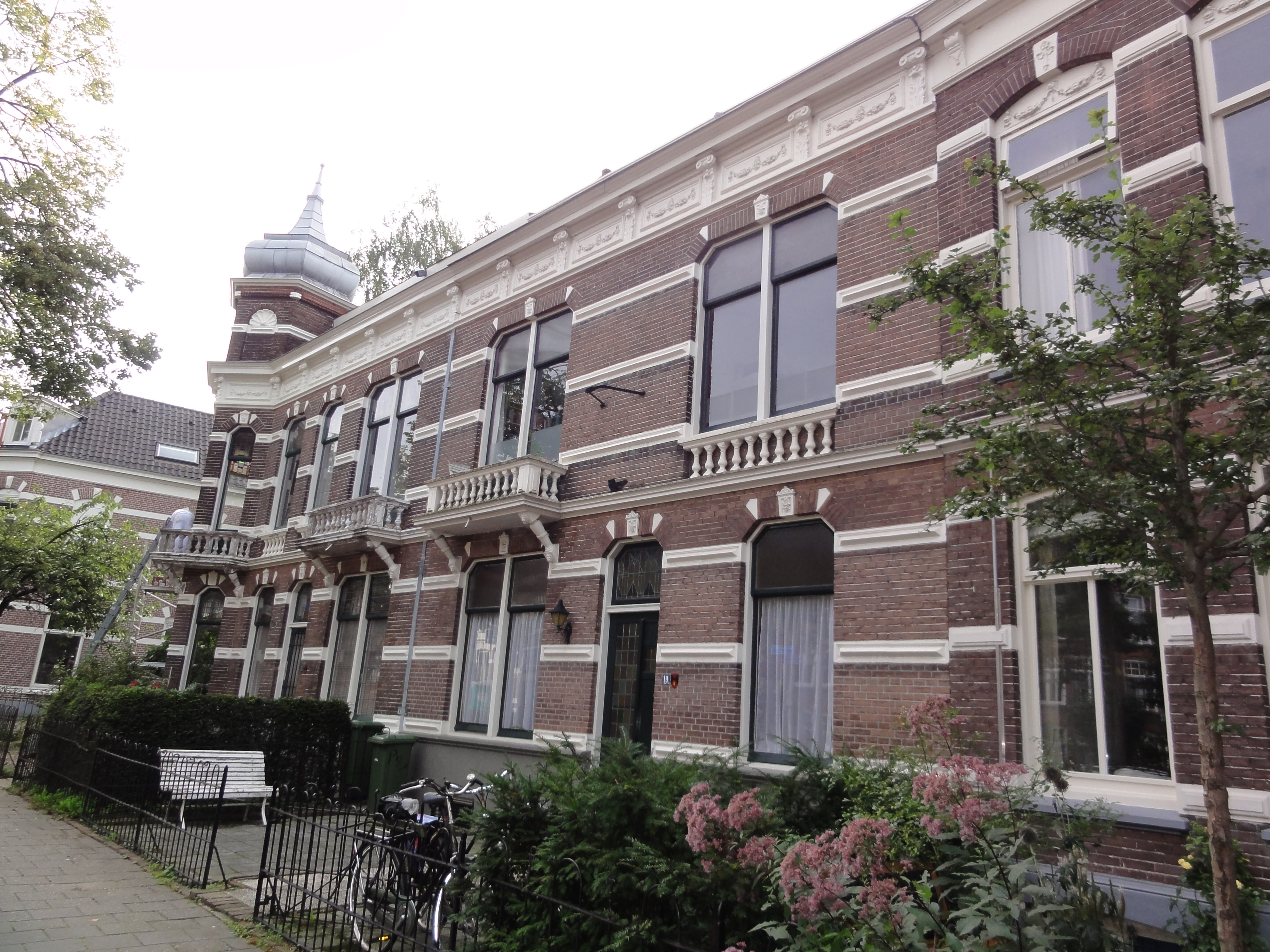
Woonhuis Nijmegen (1897)

## Toneel
- Première van het toneelstuk Cyrano de Bergerac van Edmond Rostand.

## Geboren

### januari
- 1 - Albert de Vleeschauwer, Belgisch politicus (overleden 1971)
- 3 - Pola Negri, Pools actrice (overleden 1987)
- 8 - Percy Alliss, Brits golfprofessional (overleden 1975)
- 8 - Walther Hewitt, Surinaams landbouwkundige en politicus (overleden 1964)
- 11 - Gerard Neels, Belgisch senator (overleden 1968)
- 13 - Vera van Haeften, Nederlands actrice (overleden 1980)
- 14 - Hasso von Manteuffel, Duits generaal en politicus (overleden 1978)
- 14 - Co van Tijen, Fokker-directeur, eerste solovlucht naar Nederlands-Indië (overleden 1958)
- 17 - Nils Asther, Zweeds acteur (overleden 1981)
- 23 - Nestor Gerard, Vlaams fotograaf (overleden 1996)
- 24 - Eurico Lara, Braziliaanse voetballer (overleden 1935)
- 28 - Valentin Katajev, Russisch schrijver en journalist (overleden 1986)
- 30 - Herman van den Bergh (dichter), Nederlands journalist en dichter (overleden 1967)
- 30 - Piet Elling, Nederlands architect (overleden 1968)

### februari
- 2 - Willy Schootemeijer, Nederlands componist en musicus (overleden 1953)
- 5 - Dirk Stikker, Nederlands politicus (overleden 1979)
- 10 - John Franklin Enders, Amerikaans medisch wetenschapper en Nobelprijswinnaar (overleden 1985)
- 15 - Henriëtte van Eyk, Nederlands schrijfster (overleden 1980)
- 15 - Gerrit Kleerekoper, Nederlands turncoach (overleden 1943)
- 17 - Johan Kaart, Nederlands acteur (overleden 1976)
- 21 - Celia Lovsky, Oostenrijks-Amerikaans actrice (overleden 1979)
- 26 - Herman Bossier, Belgisch journalist en schrijver (overleden 1970)
- 27 - Paul Schuitema, Nederlands fotograaf, filmer en grafisch ontwerper (overleden 1973)

### maart
- 5 - Song Meiling, echtgenote van Chinees politicus Chiang Kai-shek (overleden 1983)
- 6 - Joseph Berchtold, Duits nationaalsocialistisch politicus (overleden 1962)
- 6 - Knudåge Riisager, Deens componist (overleden 1974)
- 8 - Herbert Otto Gille, Duits generaal (overleden 1966)
- 11 - Henry Cowell, Amerikaans componist (overleden 1965)
- 11 - Cor Zegger, Nederlands zwemmer (overleden 1961)
- 19 - Éliane Le Breton, Frans arts en hoogleraar (overleden 1977)
- 24 - Charles Eyck, Nederlands schilder (overleden 1983)
- 24 - Theodora Kroeber, Amerikaans schrijfster en antropologe (overleden 1979)
- 25 - Willie Nolan, Iers golfer (overleden 1939)
- 26 - Sepp Herberger, Duits voetballer en voetbaltrainer (overleden 1977)

### april
- 4 - Dina Manfredini, Italiaans-Amerikaans honderdplusser, was oudste mens ter wereld (overleden 2012)
- 8 - Anton Struik, Nederlands ingenieur (overleden 1945)
- 16 - John Bagot Glubb, Brits beroepsmilitair (overleden 1986)
- 17 - Antoon Coolen, Nederlands schrijver (overleden 1961)
- 17 - Harald Sæverud, Noors componist (overleden 1992)
- 17 - Thornton Wilder, Amerikaans schrijver (overleden 1975)
- 19 - Jiroemon Kimura, Japans oudste man ter wereld ooit (116) (overleden 2013)
- 19 - Marinus Vertregt, Nederlands wetenschapper (overleden 1973)
- 24 - Manuel Ávila Camacho, Mexicaans president (overleden 1955)
- 26 - Eddie Eagan, Amerikaans bokser, bobsleeër en olympisch kampioen (overleden 1967)
- 26 - Douglas Sirk, Duits-Amerikaans filmregisseur (overleden 1987)
- 28 - Willem Maas, Nederlands architect (overleden 1950)
- 28 - Kálmán Tihanyi, Hongaars televisiepionier en uitvinder (overleden 1947)
- 30 - Johann Rattenhuber, Duits politieagent en SS-generaal (overleden 1957)

### mei
- 2 - Willemijn Posthumus-van der Goot, Nederlands econome  journaliste, feministe en vredesactiviste (overleden 1989)
- 10 - Einar Gerhardsen, Noors politicus (overleden 1987)
- 11 - Odd Hassel, Noors fysisch-chemicus en Nobelprijswinnaar (overleden 1981)
- 11 - Joris Minne, Belgisch kunstenaar (overleden 1988)
- 13 - Frank Wise, 16e premier van West-Australië (overleden 1986)
- 14 - Sidney Bechet, Amerikaans jazz-saxofonist, klarinettist, en componist (overleden 1959)
- 14 - Ed Ricketts, Amerikaans marien bioloog (overleden 1948)
- 18 - Frank Capra, Amerikaans filmregisseur (overleden 1991)
- 18 - Edgar Colle, Belgisch schaker (overleden 1932)
- 21 - Jo Uiterwaal, Nederlands beeldhouwer en meubelontwerper (overleden 1972)
- 29 - Gustaaf Wuyts, Belgisch atleet (overleden 1979)

### juni
- 2 - Paul Schmiedlin, Zwitsers voetballer (overleden 1981)
- 9 - Kees Pijl, Nederlands voetballer (overleden 1976)
- 10 - Carel Frederik Kellenbach, Nederlands amateurschilder (overleden 1980)
- 12 - Anthony Eden, Brits staatsman (overleden 1977)
- 13 - Paavo Nurmi, Fins atleet en olympisch kampioen (overleden 1973)
- 17 - Brecht Willemse, Nederlands communiste en verzetsstrijdster (overleden 1984)
- 19 - Ben Springer, Nederlands dammer (overleden 1960)
- 22 - Norbert Elias, Duits-Brits socioloog (overleden 1990)
- 26 - Victor Servranckx, Belgisch kunstenaar (overleden 1965)
- 27 - Tony Sbarbaro, Amerikaans jazzdrummer (overleden 1969)

### juli
- 4 - Cornelis van Eesteren, Nederlands architect en stedenbouwkundige (overleden 1988)
- 8 - Isabelino Gradín, Uruguayaans voetballer (overleden 1944)
- 14 - Clemens van Lamsweerde, Nederlands baron, jurist en kunstenaar (overleden 1972)
- 14 - Plaek Pibul Songkram, minister-president van Thailand (overleden 1964)
- 17 - Max Knoll, Duits elektrotechnicus (overleden 1969)
- 20 - Tadeus Reichstein, Pools-Zwitsers scheikundige en Nobelprijswinnaar (overleden 1996)
- 28 - Henryk Reyman, Pools voetballer (overleden 1963)
- 30 - Jacques de Kadt, Nederlands politicus en publicist (overleden 1988)
- 31 - Gerrit Benner, Nederlands kunstschilder (overleden 1981)

### augustus
- 1 - Héctor Méndez, Argentijns bokser (overleden 1977)
- 2 - Riccardo Pampuri, Italiaans arts en heilige (overleden 1930)
- 2 - James Parrott, Amerikaans acteur en regisseur (overleden in 1939)
- 4 - Aarne Arvonen, Fins oorlogsveteraan (overleden 2009)
- 4 - Adolf Heusinger, Duits generaal (overleden 1982)
- 6 - Emmy van Swoll, Nederlands actrice (overleden 1990)
- 10 - Piet Bakker, Nederlands journalist en schrijver (overleden 1960)
- 10 - Edward Gourdin, Amerikaans atleet (overleden 1966)
- 11- Enid Blyton, Brits kinderboekenschrijfster (overleden 1968)
- 19 - Roman Vishniac, Russisch-Amerikaans fotograaf (overleden 1990)
- 25 - Leonce Oleffe, Belgisch atleet (overleden 1972)
- 27 - Ad van Emmenes, Nederlands sportjournalist (overleden 1989)
- 28 - Riek van Rumt, Nederlands gymnaste (overleden 1985)
- 29 - Helge Rosvaenge, Deens operazanger (overleden 1972)
- 30 - Jacques Goudstikker, Nederlands kunsthandelaar (overleden 1940)

### september
- 3 - Frits Schutte, Nederlands zwemmer (overleden 1986)
- 3 - Corry Tendeloo, Nederlands politica (overleden 1956)
- 6 - Levinus van Looi, Nederlands journalist, oprichter van de VARA (overleden 1977)
- 12 - Grietje Jansen-Anker, van 2006 tot 2009 oudste inwoner van Nederland (overleden 2009)
- 12 - Irène Joliot-Curie, Frans chemicus (overleden 1956)
- 16 - Wacław Kuchar, Pools sporter (overleden 1981)
- 17 - Rudolf Ramseyer, Zwitsers voetballer (overleden 1943)
- 18 - Jan Mens, Nederlands schrijver (overleden 1967)
- 19 - Fritz Kögl, Duits/Nederlands scheikundige (overleden 1959)
- 23 - Paul Delvaux, Belgisch schilder (overleden 1994)
- 25 - Wilhelm Falley, Duits generaal (overleden 1944)
- 25 - William Faulkner, Amerikaans schrijver (overleden 1962)
- 26 - Giovanni Battista Montini, later paus Paulus VI (overleden 1978)
- 26 - Robert Pache, Zwitsers voetballer (overleden 1974)

### oktober
- 3 - Louis Aragon, Frans schrijver en dichter (overleden 1982)
- 6 - Joep Nicolas, Nederlands glazenier, schilder (overleden 1972)
- 10 - Louis Réard, Frans auto-ingenieur en kledingontwerper (bikini) (overleden 1984)
- 18 - Daniel den Hoed, Nederlands radioloog, (overleden 1950)
- 18 - Karl Pauspertl, Oostenrijks componist, dirigent en filosoof (overleden 1963)
- 24 - Willem Sandberg, Nederlands ontwerper, typograaf en directeur van het Stedelijk Museum (overleden 1984)
- 26 - James Leonard Brierley Smith, Zuid-Afrikaans ichtyoloog (overleden 1968)
- 28 - Hans Speidel, Duits generaal (overleden 1984)
- 29 - Joseph Goebbels, Duits Nazileider (overleden 1945)

### november
- 4 - Cornelis van Niel, Nederlands-Amerikaans microbioloog (overleden 1985)
- 7 - Herman J. Mankiewicz, Amerikaans scenarioschrijver (overleden 1953)
- 8 - Dorothy Day, Amerikaans journaliste en activiste (overleden 1980)
- 9 - Ronald G.W. Norrish, Brits scheikundige en Nobelprijswinnaar (overleden 1978)
- 9 - Henry Nuttall, Engels voetballer (overleden 1969)
- 10 - Pedro Grané, Braziliaans voetballer (overleden 1985)
- 11 - Gordon Allport, Amerikaans psycholoog (overleden 1967)
- 12 - Bram Hammacher, Nederlands kunstcriticus en kunsthistoricus (overleden 2002)
- 14 - Louis Kalff, Nederlands ontwerper (overleden 1976)
- 18 - Patrick Blackett, Amerikaans natuurkundige en Nobelprijswinnaar (overleden 1974)
- 19 - Bernhard Rein, Estisch voetballer en voetbaltrainer (overleden 1976)
- 22 - Kurt Feldt, Duits generaal (overleden 1970)
- 22 - Jacques van Tol, Nederlands tekstschrijver (overleden 1969)
- 26 - Wim Hesterman, Nederlands bokser (overleden 1971)

### december
- 3 - William Gropper, Amerikaans cartoonist en kunstenaar (overleden 1977)
- 4 - Mari Andriessen, Nederlands beeldhouwer (overleden 1979)
- 7 - Hermann Balck, Duits generaal (overleden 1982)
- 7 - Lazare Ponticelli, laatste Franse veteraan uit de Eerste Wereldoorlog (overleden 2008)
- 12 - Harry Rappard, Nederlands atleet (overleden 1982)
- 13 - Albert Aalbers, Nederlands architect (overleden 1961)
- 14 - Margaret Chase Smith, Amerikaans republikeins politica (overleden 1995)
- 14 - Kurt Schuschnigg, Oostenrijks politicus (overleden 1977)
- 25 - Clemens Ramkisoen Biswamitre, Surinaams politicus (overleden 1980)
- 25 - Evert Zandstra, Nederlands schrijver (overleden 1974)
- 26 - Willy Corsari, Nederlands schrijfster (overleden 1998)
- 30 - Stanisław Saks, Pools wiskundige (overleden 1942)

## Overleden
februari
- 1 - Jeanne Merkus (57), Nederlands avonturierster
- 9 - George Price Boyce (70), Engels kunstschilder
- 17 - Edilberto Evangelista (34), Filipijns generaal
- 19 - Karl Weierstrass (82), Duits wiskundige

maart
- 9 - Jamal al-Din al-Afghani (58), islamitisch hervormer
- 23 - Sophie der Nederlanden (72), Groothertogin van Saksen-Weimar-Eisenach

april
- 1 - Jandamarra (circa 27), Aborigines opstandeling
- 3 - Johannes Brahms (63), Duits componist en pianist
- 17 - Abraham Dirk Loman (73), Nederlands predikant en hoogleraar

mei
- 10 - Andrés Bonifacio (33), Filipijns revolutionair leider
- 12 - Willem Roelofs (75), Nederlands kunstenaar
- 20 - Minna Canth (53), Fins schrijfster

juni
- 11 - Carl Remigius Fresenius (78), Duits scheikundige
- 17 - Sebastian Kneipp (76), Duits geestelijke en alternatief genezer
- 24 - Adolphe David (54), Frans componist

juli
- 17 - Willoughby Smith (68), Engels elektrotechnicus

augustus
- 8 - Jacob Burckhardt (79), Zwitsers cultuur- en kunsthistoricus

september
- 30 - Theresia van Lisieux (24), Frans heilige

oktober
- 1 - Ernst Witkamp (43), Nederlands kunstschilder
- 9 - Jan Heemskerk (79), Nederlands politicus
- 19 - George Pullman (66), Amerikaans uitvinder
- 29 - Henry George (58), Amerikaans politiek econoom

november
- 20 - Ernest Giles (62), Australisch ontdekkingsreiziger

datum onbekend
- Isidore Joseph Du Roussaux (71), bisschop van Doornik